# تصفيات كأس العالم 2026
تصفيات كأس العالم 2026 وهي التصفيات المؤهلة لبطولة كأس العالم 2026 والتي ستحدد الفرق الـ45 التي ستنضم إلى الدول المضيفة كنداوالمكسيك والولايات المتحدة. بدأت التصفيات في 7 سبتمبر 2023 بثلاث مباريات في أمريكا الجنوبية، وسجل الكولومبي رافائيل سانتوس بوري أول هدف في التصفيات ضد فنزويلا.

## المنتخبات المتأهلة

تأهل المنتخب لكأس العالم
يمكن للمنتخب التأهل
أقصي المنتخب
انسحب الفريق من التصفيات
المنتخب ليس عضوًا في الاتحاد الدولي لكرة القدم

| المنتخب          | طريقة التأهل                                             | تاريخ التأهل   | مرات الظهور | آخر مشاركة | عدد مرات الظهور المستمر (يتضمن كأس العالم 2026) | أفضل مشاركة                                          |
| ---------------- | -------------------------------------------------------- | -------------- | ----------- | ---------- | ----------------------------------------------- | ---------------------------------------------------- |
| كندا             | المضيف                                                   | 14 فبراير 2023 | 3           | 2022       | 2                                               | مرحلة المجموعات (1986، 2022)                         |
| المكسيك          | المضيف                                                   | 14 فبراير 2023 | 18          | 2022       | 9                                               | ربع النهائي (1970، 1986)                             |
| الولايات المتحدة | المضيف                                                   | 14 فبراير 2023 | 12          | 2022       | 2                                               | المركز الثالث (1930)                                 |
| اليابان          | فاز بالجولة الثالثة من تصفيات آسيا                       | 20 مارس 2025   | 8           | 2022       | 8                                               | دوري ال 16 (2002، 2010، 2018، 2022)                  |
| نيوزيلندا        | الفائز تصفيات كأس العالم 2026 (أوقيانوسيا) من أوقيانوسيا | 24 مارس 2025   | 3           | 2010       | 1                                               | مرحلة المجموعات (1982، 2010)                         |
| إيران            | فاز بالجولة الثالثة من تصفيات آسيا                       | 25 مارس 2025   | 7           | 2022       | 4                                               | مرحلة المجموعات (1978، 1998، 2006، 2014، 2018، 2022) |
| الأرجنتين        | فاز بالجولة الثالثة من تصفيات آسيا                       | 25 مارس 2025   | 19          | 2022       | 14                                              | الفائز (1978، 1986، 2022)                            |
| أوزبكستان        | فاز بالجولة الثالثة من تصفيات آسيا                       | 5 يونيو 2025   | 1           | —          | 1                                               | —                                                    |
| كوريا الجنوبية   | فاز بالجولة الثالثة من تصفيات آسيا                       | 5 يونيو 2025   | 12          | 2022       | 11                                              | المركز الرابع (2002)                                 |
| الأردن           | فاز بالجولة الثالثة من تصفيات آسيا                       | 5 يونيو 2025   | 1           | —          | 1                                               | —                                                    |
| أستراليا         | فاز بالجولة الثالثة من تصفيات آسيا                       | 10 يونيو 2025  | 7           | 2022       | 6                                               | دوري ال 16 (كأس العالم 2006، 2022)                   |
| البرازيل         | أحد الستة الأوائل في تصفيات أمريكا الجنوبية              | 10 يونيو 2025  | 23          | 2022       | 23                                              | الفائز (1958، 1962، 1970، 1994، 2002)                |
| الإكوادور        | أحد الستة الأوائل في تصفيات أمريكا الجنوبية              | 10 يونيو 2025  | 5           | 2022       | 2                                               | دوري ال 16 (2006)                                    |

ملاحظات
1. 1 2 3  على الرغم من اختيار ترشيح كندا، المكسيك والولايات المتحدة في 13 يونيو 2018، إلا أنه لم يتم تحديد وضعية الدول المضيفة في مسألة التأهل التلقائي، حتى أكد رئيس الاتحاد الدولي لكرة القدم جياني إنفانتينو في 31 أغسطس 2022 أن جميع الدول المضيفة ستضمن التأهل التلقائي.[1]

## الشكل
كلّ اتحاد قاري مسؤول عن بطولة التأهيل الخاصة به، والتي ستتألف من جولة واحدة على الأقل من المنافسة باستخدام الأشكال التالية (المادة 11.3 من اللوائح):
- شكل الدوري حيث يلعب كل فريق في المجموعة مع جميع الفرق الأخرى في مجموعته مرتين - مرة على أرضه ومرة خارج أرضه.
- شكل واحد ذهابا وإيابا يلعب فيه كل فريق في مجموعة جميع الفرق الأخرى في مجموعته مرة واحدة ، مع سحب الأماكن إما عشوائيا أو تعيينها من قبل الاتحاد بموافقة اتحادات اللعب.
- شكل خروج المغلوب حيث يلعب كل فريق في الجولة مع فريق آخر مرتين - مرة على أرضه ومرة خارج أرضه.
- بإذن من الفيفا ، بطولة تقام في إحدى الدول المشاركة أو في منطقة محايدة.
- بإذن من الفيفا ، شكل خروج المغلوب من مباراة واحدة.

### معايير كسر التعادل
في تنسيقي جولة روبن ، تكون معايير الشوط الفاصل كما يلي (المادة 11.5 من اللوائح):
1. أكبر عدد من النقاط التي تم الحصول عليها في جميع مباريات المجموعة (3 للفوز، 1 للتعادل، 0 للخسارة)
2. أكبر فارق أهداف في جميع مباريات المجموعة
3. معظم الأهداف المسجلة في جميع مباريات المجموعة

إذا كان فريقان أو أكثر لا يزالان متساويين في الترتيب بعد تطبيق المعايير 1-3، استخدام المعايير التالية:
1. أكبر عدد من النقاط التي تم الحصول عليها في جميع المباريات بين الفرق المعنية
2. أكبر فارق أهداف في جميع المباريات بين الفرق المعنية
3. معظم الأهداف المسجلة في جميع المباريات بين الفرق المعنية
4. معظم الأهداف المسجلة خارج الديار في جميع المباريات بين الفرق المعنية
5. أفضل نتيجة سلوك للفريق باستخدام الجدول التالي:
  1. البطاقة الصفراء الثانية/البطاقة الحمراء غير المباشرة: -3 نقاط
  2. بطاقة حمراء مباشرة: -4 نقاط
  3. البطاقة الصفراء والبطاقة الحمراء المباشرة: -5 نقاط
 سيتم تطبيق درجة واحدة فقط على أي لاعب أو مسؤول فريق في أي مباراة، على سبيل المثال، اللاعب الذي يتلقى بطاقة صفراء ثانية سيتم تطبيق -3 نقاط فقط وليس -4 (-1 للأول و-3 للثانية).
6. سحب القرعة من قبل الفيفا

 إذا كانت البطولة تقام في دولة مضيفة واحدة أو في منطقة محايدة، فلن يتم تطبيق المعيار 7
في شكل خروج المغلوب ذهابًا وإيابًا، فإن الفريق الذي يسجل المزيد من الأهداف خلال مباراتين يفوز بالتعادل ويتقدم. في شكل خروج المغلوب ذهابًا وإيابًا، يفوز الفريق الذي يسجل المزيد من الأهداف في مباراة واحدة ويتقدم. إذا تم تعادل الفريقين بعد التنظيم، لعب فترتين مدة كل منهما 15 دقيقة منالوقت الإضافي. إذا كان الفريقان لا يزالان متعادلين بعد الوقت الإضافي، فإن ركلات الترجيح ستقرر الفائز (اللوائح المادة 11.9، 11.10).

## ملخص التصفيات
في 9 مايو 2017، وافق مجلس الفيفا على مخطط توزيع المقاعد من أجل الصيغة النهائية الجديدة المكونة من 48 فريقًا.
| الكونفيدرالية   | المقاعد المتاحة في النهائيات | المنتخبات التي دخلت التصفيات | المنتخبات المستبعدة | المنتخبات التي لا تزال قادرة على التأهل | المنتخبات المتأهلة لغاية 6 يونيو 2025 | المنتخبات المتبقية لغاية 6 يونيو 2025 | تاريخ بداية التصفيات | تاريخ نهاية التصفيات |
| --------------- | ---------------------------- | ---------------------------- | ------------------- | --------------------------------------- | ------------------------------------- | ------------------------------------- | -------------------- | -------------------- |
| آسيا            | 8                            | 46                           | 10                  | 36                                      | 6                                     | 2                                     | 12 أكتوبر 2023       | نوفمبر 2025          |
| إفريقيا         | 9                            | 54                           | 1                   | 53                                      | 0                                     | 9                                     | 15 نوفمبر 2023       | نوفمبر 2025          |
| أمريكا الشمالية | 3+3                          | 32+3                         | 0                   | 32                                      | 0+3                                   | 3                                     | 22 مارس 2024         | نوفمبر 2025          |
| أمريكا الجنوبية | 6                            | 10                           | 0                   | 10                                      | 3                                     | 3                                     | 7 سبتمبر 2023        | سبتمبر 2025          |
| أوقيانوسيا      | 1                            | 11                           | 0                   | 11                                      | 0                                     | 1                                     | سبتمبر 2024          | مارس 2025            |
| أوروبا          | 16                           | 55                           | 0                   | 55                                      | 0                                     | 16                                    | مارس 2025            | 31 مارس 2026         |
| الملحق القاري   | 2                            | -                            | -                   | -                                       | -                                     | 2                                     | يحدد لاحقا           | يحدد لاحقا           |
| المجموع         | 45+3                         | 208+3                        | 11                  | 197                                     | 9+3                                   | 36                                    | 7 سبتمبر 2023        | 31 مارس 2026         |

ملاحظات
1. ↑  ستنافس جزر ماريانا الشمالية في تصفيات كأس العالم 2026، حيث ستدخل في تصفيات كأس آسيا 2027.

## التصفيات

### آسيا
في 1 أغسطس 2022، وافقت اللجنة التنفيذية للاتحاد الآسيوي لكرة القدم على صيغة التأهل بكأس العالم 2026 وكأس آسيا 2027، استعدادًا للمراكز الثمانية المباشرة والمكان الوحيد في الملحق القاري المخصص للمباراة.
هيكل التصفيات كما يلي:
- المرحلة الأولى: اثنان وعشرون فريقًا (مصنفة من 26 إلى 47) سيلعبون مبارتين ذهابًا وإيابًا. الفائزون الأحد عشر يتقدمون إلى الدور الثاني.
- المرحلة الثاني: ستة وثلاثون فريقًا (مصنفة من 1 إلى 25 والفائزين الأحد عشر قي المرحلة الأولى) مقسمة إلى تسع مجموعات من أربعة فرق للعب مباريات ذهابًا وإيابًا. يتأهل المتصدرون الثمانية عشر ووصيف كل مجموعة إلى المرحلة الثالثة.
- المرحلة الثالثة: الفرق الثمانية عشر التي تأهلت من المرحلة الثانية مقسمة إلى ثلاث مجموعات من ستة فرق للعب مباريات ذهاب وإياب. يتأهل أول فريقين من كل مجموعة إلى كأس العالم، بينما يتأهل الفريقان صاحب المركزين الثالث والرابع من كل مجموعة إلى المرحلة الرابعة.
- المرحلة الرابعة: الفرق الستة التي تأهلت من المرحلة الثالثة مقسمة إلى مجموعتين من ثلاثة فرق لكل منهما للعب دورة روبن واحدة. الفائزون يتأهلون لكأس العالم.
- المرحلة الخامسة: سيتنافس وصيف المجموعة في المرحلة السابقة في مباراة فاصلة لتحديد التمثيل الآسيوي في الملحق القاري.

### إفريقيا
أعلن الاتحاد الإفريقي لكرة القدم في 18 مايو 2023 عن طريقة التأهل الى المونديال بحيث:
تضم التصفيات 9 مجموعات كل مجموعة تضم 6 منتخبات بحيث يتأهل متصدر المجموعة الى كأس العالم أما أفضل وصيف فيلعب في الملحق القاري بحيث يتأهل 9 أو 10 منتخبات

### أمريكا الشمالية
ثلاث دول في الكونكاف - كندا والمكسيك والولايات المتحدة - مؤهلة تلقائيًا كدول مضيفة. في 28 فبراير 2023، أعلن الكونكاف عن الصيغة المؤهلة لكأس العالم 2026.
- المرحلة الأولى: سيتم تقسيم أربعة فرق الكونكاف، المصنفة من 29 إلى 32 بناءً على تصنيفات الفيفا في نوفمبر 2023، إلى مباراتين، على أساس ذهاب وإياب ذهاب وإياب. الفائزان سوف يتقدمان إلى الدور الثاني.
- المرحلة الثانية: ثلاثون فريقًا، الفائزان من الدور الأول وفرق الكونكاف المصنفة من 1 إلى 28 بناءً على تصنيفات الفيفا في نوفمبر 2023، سيتم تقسيمهم إلى ست مجموعات من خمسة فرق. سيلعبون مباريات من دور واحد (مباراتان على أرضه واثنان خارج أرضهما)، ويتأهل الفائزون بالمجموعة والوصيفون للدور الثالث.
- المرحلة الثالثة: الفرق الاثني عشر التي تأهلت من الدور الثاني سيتم تقسيمها إلى ثلاث مجموعات من أربعة فرق. وسيلعبون مباريات ذهاب وإياب ذهاب وإياب ثنائية، مع تأهل الفائزين بالمجموعات الثلاثة إلى كأس العالم. وسيتأهل الوصيفان الأفضل تصنيفًا إلى المباريات الفاصلة بين الكونفدرالية.

### أمريكا الجنوبية
في 22 أغسطس 2022، التمس اتحاد أمريكا الجنوبية من الاتحاد الدولي لكرة القدم الاحتفاظ بصيغة التأهل الحالية، والتي تم استخدامها منذ تصفيات كأس العالم 1998. تم تأكيد ذلك، حيث ستقام أولى مباريات التصفيات في 2023. قبل بدء مسابقة التأهل، تم خصم 3 نقاط من الإكوادور وغرامة قدرها 100،000 فرنك سويسري لتزوير وثائق ميلاد بايرون كاستيلو في تصفيات 2022.

### أوقيانوسيا
لأول مرة، سيتم منح أوقيانوسيا مقعد مباشرة لكأس العالم، على عكس الفائز في تصفيات أوقيانوسيا الذي يتعين عليه لعب مباراة فاصلة في الملحق القاري. سيتم تحديد نظام التصفيات لاحقًا.

### أوروبا
أعلنت اللجنة التنفيذية للاتحاد الأوروبي لكرة القدم عن صيغة تأهيل أوروبية جديدة في 25 يناير 2023. سيتم تقسيم الفرق إلى 12 مجموعة من أربعة أو خمسة فرق. سيتأهل الفائز من كل مجموعة إلى كأس العالم، بينما ستتأهل الفرق صاحبة المركز الثاني إما مباشرة أو المشاركة في المباريات الفاصلة. بسبب الغزو الروسي لأوكرانيا عام 2022، تم تعليق المنتخب الروسي حاليًا ولم يتم تأكيد مشاركته بعد.
- المرحلة الأولى (دور المجموعات): اثنتا عشرة مجموعة من أربعة أو خمسة فرق مع فائزين المجموعة يتأهلون إلى نهائيات كأس العالم.

### الملحق القاري
سيقام الملحق القاري الذي يضم ستة فرق لتحديد آخر مقعدين لكأس العالم. يتكون الملحق من فريق واحد لكل كونفيدرالية، باستثناء الاتحاد الأوروبي وفريق إضافي واحد من اتحاد البلدان المضيفة (أمريكا الشمالية). . سيتم تصنيف فريقين على أساس التصنيف العالمي، وستلعب هذه الفرق المصنفة على مقعد كأس العالم ضد الفائزين في أول مباراتين من خروج المغلوب بمشاركة الفرق الأربعة الغير المصنفة. تقام البطولة المكونة من أربع مباريات في واحد أو أكثر من البلدان المضيفة وتستخدم كحدث اختباري لكأس العالم.

## الهدافين
عدد الأهداف المُسجلة  1581 هدفًا  في 580 مباراة، بمتوسط 2.73 هدفًا في المباراة الواحدة. اللاعبين البارزين بالخط الداكن لا يزالون نشطون في المنافسة.
12 هدفا
- المعز علي

10 أهداف
- مهدي طارمي
- سون هيونغ مين

9 أهداف
- علي علوان
- كريس وود

8 أهداف
- سردار آزمون
- أيمن حسين
- أياسي أويدا
- يزن النعيمات
- فابيو ليما

7 أهداف
- لويس دياز
- موسى التعمري

6 أهداف
- ليونيل ميسي
- Kusini Yengi
- Miguel Terceros
- محمد صلاح
- كوكي أوغاوا
- Joel Kojo
- حارب عبد الله

فيما يلي الهدافون في كل اتحاد قاري:
- آسيا
- إفريقيا
- CONCACAF
- أمريكا الجنوبية
- OFC
- تصفيات كأس العالم 2026 (أوروبا)#الهدافين